# Gabriel Basso
Pour les articles homonymes, voir Basso.
Gabriel Basso est un acteur américain, né le 11 décembre 1994 à Saint-Louis (Missouri).
Il se fait connaître grâce aux personnages dans les séries télévisées, tels que Adam Jamison dans The Big C (2011-2013) et Peter Sutherland dans The Night Agent (2023), ainsi qu'au cinéma : Martin Read dans Super 8 (2011), Patrick Keenan dans The Kings of Summer (2013) et J. D. Vance dans Une ode américaine (2020).

## Biographie

### Enfance et formation
Louis Gabriel Basso III naît le 11 décembre 1994 à St. Louis, dans le Missouri. Ses parents sont Marcia et Louis J. Basso,.
Il prend des cours à domicile, avec ses sœurs, Alexandria et Annalise Basso. Jeune, il se voit footballeur professionnel avant de découvrir le théâtre.

### Carrière
En 2007, Gabriel Basso commence sa carrière, en jouant des rôles mineurs dans la comédie Meet Bill de Bernie Goldmann et Melisa Wallack, puis, avec sa sœur Alexandria, dans Alice dans tous ses états (Alice Upside Down) de Sandy Tung. Quelques jours plus tard, dans la même année, il quitte sa ville natale avec sa mère et ses deux sœurs pour s'installer à Los Angeles. Il y trouve un rôle principal, une semaine après l'aménagement, dans la web-série Ghost Town,.
En 2009, il apparaît dans les séries populaires iCarly et The Middle. Dans la même année, il est choisi pour jouer Hal Mitchell, aux côtés de John Goodman et Clint Howard, dans le film indépendant Alabama Moon de Tim McCanlies
En 2010, il interprète un rôle régulier, celui d'Adam Jamison, fils de Cathy (Laura Linney), dans la série The Big C qui va durer jusqu'en 2013.
En 2011, il apparaît dans le film fantastique Super 8 de J. J. Abrams qui dira de lui : « Gabriel est un enfant incroyable. Pour jouer quelqu'un qui est un idiot, il faut être intelligent. ».
En 2013, dans la comédie dramatique The Kings of Summer de Jordan Vogt-Roberts, film présenté en avant-première au festival du film de Sundance.
En octobre 2013, il rejoint Hailee Steinfeld et Dove Cameron pour partager la comédie Secret Agency (Barely Lethal, 2015) de Kyle Newman.
En avril 2014, il participe au film dramatique The Whole Truth (2016) de Courtney Hunt, avec Keanu Reeves et Renée Zellweger. En septembre de la même année, il est choisi par l'actrice Meg Ryan pour son premier long métrage Ithaca, aux côtés de Tom Hanks.
En avril 2019, il tient le rôle du jeune J. D. Vance, aux côtés d'Amy Adams et Glenn Close, dans le film biographique Une ode américaine (Hillbilly Elegy, 2020) de Ron Howard, tiré de l'autobiographie de l'homme d'affaires J. D. Vance.
En novembre 2021, avec l'actrice Luciane Buchanan, il est choisi pour le rôle de Peter Sutherland, agent du FBI, de la mini-série The Night Agent, créée par Shawn Ryan et adaptée du roman à succès de Matthew Quirk,. Elle est diffusée en mars 2023 sur Netflix.

## Filmographie

### Cinéma
- 2007 : Meet Bill de Bernie Goldmann : le gosse atteint de cancer (non crédité)
- 2007 : Alice dans tous ses états (Alice Upside Down) de Sandy Tung : un camarade (non crédité)
- 2009 : Alabama Moon de Tim McCanlies : Hal Mitchell
- 2011 : Super 8 de J. J. Abrams : Martin
- 2012 : Anatomy of the Tide de Joel Strunk : Kyle Waterman
- 2013 : The Kings of Summer de Jordan Vogt-Roberts : Patrick Keenan
- 2014 : The Hive de David Yarovesky : Adam
- 2015 : Secret Agency (Barely Lethal) de Kyle Newman : Bernard « Gooch »
- 2015 : Ithaca de Meg Ryan : Tobey George
- 2016 : The Whole Truth de Courtney Hunt : Mike
- 2016 : American Wrestler : The Wizard d'Alex Ranarivelo : Jimmy Petersen
- 2020 : Une ode américaine (Hillbilly Elegy) de Ron Howard : J. D. Vance
- 2024 : Les Intrus (The Strangers: Chapter 1) de Renny Harlin : Gregory
- 2024 : Riposte (Trigger Warning) de Mouly Surya
- 2024 : Juré n°2 (Juror #2) de Clint Eastwood : James Sythe
- 2025 : A House of Dynamite de Kathryn Bigelow

### Télévision

#### Téléfilm
- 2010 : Shrek, fais-moi peur ! (Scared Shrekless) de Gary Trousdale et Raman Hui : un adolescent (voix)

#### Séries télévisées
- 2009 : Ghost Town : Marley
- 2009 : iCarly : Fake Freddie (saison 2, épisode 11 : iLook Alike)
- 2009 : Les Mystères d'Eastwick (Eastwick) : Elliot (saison 1, épisode 11 : Magic Snow and Creepy Gene)
- 2010 : The Middle : Rodney Glossner (saison 1, épisode 12 : The Neighbor)
- 2010-2013 : The Big C : Adam Jamison (40 épisodes)
- 2011 : L'Heure de la peur (R.L. Stine's The Haunting Hour) : Teddy (saison 1, épisode 19 : Lights Out)
- 2012 : BlackBoxTV : Jesse (saison 3, épisode 7 : Silverhood: Sleepover)
- 2012 : Perception : Billy Mitchell (saison 1, épisode 8 : Kilimanjaro)
- 2014 : The Red Road : Brian Rogerso (saison 1, épisode 6 : Snaring of the Sun)
- depuis 2023 : The Night Agent : Peter Sutherland (rôle principal)

## Distinction
- Phoenix Film Critics Society 2011 : meilleur casting pour Super 8